# Christian Scholl (Kunsthistoriker)
Christian Scholl (geb. 1971 in Magdeburg) ist ein deutscher Kunsthistoriker und Autor.

## Werdegang
Scholl studierte Kunstgeschichte, Neuere Geschichte und Germanistik an der Technischen Universität Braunschweig und der Humboldt-Universität zu Berlin. 1998 promovierte er an der Georg-August-Universität Göttingen. In den Jahren 1999 bis 2001 war er Stipendiat des Landes Niedersachsen am Zentralinstitut für Kunstgeschichte in München mit dem Forschungsprojekt „Romantik und Barock. Weiterführung und Wandlung barocker Bildsprache in der Malerei des 19. Jahrhunderts“. Im Herbst 2000 wurde er als Robert Bosch Stiftung-Fellow Visiting Assistant Professor an der University of Chicago. Im Anschluss hatte er 2002 eine Assistenzvertretung am Kunstgeschichtlichen Seminar und der Kunstsammlung der Universität Göttingen und nahm von 2002 bis 2004 am Emmy-Noether-Programm an der University of Chicago teil; sein Forschungsprojekt war „Romantische Malerei als neue Sinnbildkunst“. 2005 wurde ihm an der Universität Göttingen die Habilitation erteilt. Seither ist Scholl Privatdozent. Seine Forschungsschwerpunkte sind Kunst und Kunsttheorie zwischen Aufklärung und Moderne. Romantik und Romantikrezeption. Architektur des Mittelalters und der Neuzeit und Kunstwissenschaft.

## Schriften (Auswahl)
- Caspar David Friedrich. Hatje Cantz Verlag, Berlin (2023)
- Caspar David Friedrich und seine Zeit, Leipzig (2015)
- Welten der Romantik, Wien, Albertina, (2015)
- Revisionen der Romantik: Zur Rezeption der „neudeutschen Malerei“ 1817–1906, unter Mitarbeit von Kerstin Schwedes und Reinhard Spiekermann, Berlin (2012)
- Romantische Malerei als neue Sinnbildkunst: Studien zur Bedeutungsgebung bei Philipp Otto Runge, Caspar David Friedrich und den Nazarenern,  Deutscher Kunstverlag München, Wien (2007)
- Die ehemalige Prämonstratenserstiftskirche St. Marien in Leitzkau : Gestalt und Deutung ; ein Beitrag zur mitteldeutschen Architektur des 12. Jahrhunderts, Berlin (1999)
- Die Gerwischer Kirche und ihr Verhältnis zur Architektur Karl Friedrich Schinkels : ein Beitrag zum Historismus des 19. Jahrhunderts / Christian Scholl, Weimar (1994)